# Giải thưởng Lê Văn Thiêm
Giải thưởng Lê Văn Thiêm là giải thưởng của Hội Toán học Việt Nam dành cho những người nghiên cứu, giảng dạy toán và học sinh giỏi toán xuất sắc ở Việt Nam được trao hàng năm.

## Lịch sử
Giải thưởng Lê Văn Thiêm được Hội Toán học Việt Nam lập ra từ 1989 dựa trên ý tưởng của Lê Vĩnh Thọ, Đỗ Long Vân (Tổng thư ký Hội) và Nguyễn Đình Trí (Chủ tịch Hội) trao giải lần đầu năm 1990 và được tổ chức lại một cách bài bản (lập Quỹ Giải thưởng Lê Văn Thiêm; đúc huy hiệu; định ra quy chế và tổ chức Hội đồng xét hàng năm) từ năm 1997.

## Quy chế của giải thưởng
Người được giải thưởng sẽ được Hội Toán học Việt Nam cấp một giấy chứng nhận, một huy chương và một khoản tiền.
Một phần tiền trong quỹ ban đầu để thành lập Giải thưởng là do Phu nhân của cố Giáo sư Lê Văn Thiêm tặng, trích từ tiền thưởng Giải thưởng Hồ Chí Minh của cố Giáo sư. Ngoài ra, tiền để dành cho Giải thưởng gốc được nhờ sự ủng hộ tự nguyện của các nhà toán học và một số tập thể, cơ quan nhiệt tình với việc khuyến khích dạy và học tốt môn toán. Đặc biệt, sau dịp kỷ niệm 40 năm Việt Nam tham gia Olympic Toán học Quốc tế, một cựu học sinh chuyên toán (đề nghị không nêu tên) đã ủng hộ cho quỹ 1 tỷ đồng.
Giải thưởng được trao hàng năm cho một hoặc hai thầy giáo dạy toán ở trung học phổ thông và 2-4 học sinh trung học phổ thông.
- Các giáo viên được giải là những người có thành tích đặc biệt xuất sắc trong giảng dạy môn toán. Chú trọng những giáo viên lâu năm trong nghề, công tác ở các vùng khó khăn, vùng sâu, vùng xa.
- Một đến hai giải dành cho học sinh được tặng cho học sinh có thành tích đặc biệt xuất sắc trong các kỳ thi toán quốc gia và quốc tế. Một đến hai giải khác được trao cho học sinh đã khắc phục nhiều khó khăn trong học tập và đạt thành tích xuất sắc trong môn toán.[3][4]

Khác với nhiều giải thưởng khác, ứng viên không phải viết hồ sơ. Hội đồng giải thưởng Lê Văn Thiêm căn cứ quy chế của giải thưởng để tìm ra những ứng viên thích hợp để chọn lọc ra danh sách ứng viên. Chỉ khi đó, các ứng viên mới được đề nghị gửi hồ sơ hoàn thiện quy trình xét thưởng.

## Giải thưởng các năm
| Năm  | Người đoạt giải | Người đoạt giải |
| Năm  | Giáo viên | Học sinh |
| ---- | --- | --- |
| 1990 | | Phạm Xuân Du, học sinh Khối chuyên toán, Trường Đại học Khoa học Tự nhiên, Đại học Quốc gia Hà Nội Phan Thị Hà Dương, học sinh Trường Trung học phổ thông chuyên Hà Nội - Amsterdam |
| 1997 | Phan Huy Tỉnh, Giáo viên trường THPT Phan Bội Châu, Nghệ An                                                                          | Đỗ Quốc Anh, học sinh Khối chuyên Toán, Trường Đại học Khoa học Tự nhiên, Đại học Quốc gia Hà Nội Vũ Việt Anh, học sinh Khối chuyên Toán, Trường Đại học Ngoại ngữ, Đại học Quốc gia Hà Nội |
| 1998 | Khúc Giang Sơn, Giáo viên trường THPT Trần Phú, Hải Phòng                                                                            | Đoàn Nhật Dương, học sinh trường THPT chuyên Thái Bình Lê Quang Nẫm, học sinh Khối chuyên Toán-Tin, Đại học Quốc gia Thành phố Hồ Chí Minh |
| 1999 | Vũ Hữu Bình, giáo viên THCS Trưng Vương, Hà Nội Phạm Ngọc Quang, giáo viên THPT Lam Sơn, Thanh Hoá                                   | Lê Thái Hoàng, học sinh Khối chuyên toán-Tin, Trường Đại học Sư phạm Hà Nội Đỗ Quang Yên, học sinh trường THPT Lam Sơn, Thanh Hoá Trần Văn Nghĩa, học sinh trường THPT Lê Khiết, Quảng Ngãi Bùi Minh Mẫn, học sinh trường THPT Hùng Vương, Phú Thọ |
| 2000 | Hoàng Hoa Trại, giáo viên trường THPT Lê Khiết, Quảng Ngãi                                                                           | Nguyễn Phi Lê, học sinh trường THPT Lam Sơn, Thanh Hoá Trần Tuấn Anh, học sinh trường THPT Lê Quý Đôn, Khánh Hoà Đỗ Đức Nhật Quang, học sinh Khối chuyên Toán, Trường Đại học Khoa học Tự nhiên, Đại học Quốc gia Hà Nội Bùi Viết Lộc, học sinh Khối chuyên Toán, Trường Đại học Khoa học Tự nhiên, Đại học Quốc gia Hà Nội Trần Quốc Nam, học sinh trường THPT chuyên Bến Tre                                                    |
| 2001 | Hoàng Văn Phú, giáo viên trường THPT Hoàng Văn Thụ, Hoà Bình Vũ Quốc Lương, giáo viên trường THCS Chu Văn An, Hà Nội                 | Vũ Ngọc Minh, học sinh Khối chuyên Toán-Tin, ĐHSP Hà Nội Lê Anh Vinh, học sinh Khối chuyên Toán, ĐHKHTN-ĐHQGHN |
| 2002 | Đàm Hiếu Chiến, giáo viên THCS Trưng Vương, Hà Nội Trương Đức Tấn, giáo viên THPT TP HCM                                             | Phạm Gia Vĩnh Anh, học sinh Khối chuyên toán-Tin, ĐHSP Hà Nội Nguyễn Xuân Trường, học sinh THPT chuyên Vĩnh Phúc Nguyễn Thị Thu Hằng, học sinh THPT chuyên Nguyễn Du, Đăk Lăk |
| 2003 | Lê Sáng, giáo viên THPT chuyên Lê Quý Đôn, Khánh Hoà Nguyễn Lưỡng, giáo viên THPT chuyên Nguyễn Du, ĐăkLăk                           | Lê Hùng Việt Bảo, học sinh Khối chuyên Toán, ĐHKHTN-ĐHQGHN Nguyễn Trọng Cảnh, học sinh Khối chuyên toán-Tin, ĐHSP Hà Nội Nguyễn Đăng Hợp, học sinh THPT Lê Hồng Phong, Nam Định Nguyễn Mạnh Hải, học sinh THPT chuyên Bình Thuận |
| 2004 | Trần Xuân Đáng, giáo viên THPT Lê Hồng Phong, Nam Định                                                                               | Phạm Kim Hùng, học sinh Khối chuyên Toán-Tin, ĐHKHTN-ĐHQGHN Phạm Kim Sơn, học sinh Khối chuyên toán-Tin, ĐHSP Hà Nội Nguyễn Minh Trường, học sinh THPT Trần Phú, Hải Phòng Phạm Viết Huy, học sinh THPT Lê Khiết, Quảng Ngãi |
| 2005 | Nguyễn Thanh Dũng, Đại học Quốc gia Thành phố Hồ Chí Minh                                                                            | Trần Chiêu Minh, học sinh THPT chuyên, Đại học Quốc gia Thành phố Hồ Chí Minh Trần Trọng Đan, học sinh THPT Trần Phú, Hải Phòng Đỗ Quốc Khánh, học sinh THPT Lê Quý Đôn, Đà Nẵng |
| 2006 | Phạm Quốc Phong, giáo viên THPT Hồng Lĩnh, Hà Tĩnh                                                                                   | Hoàng Mạnh Hùng, học sinh Khối chuyên Toán-Tin, ĐHKHTN-ĐHQGHN Nguyễn Duy Mạnh, học sinh THPT Nguyễn Trãi, Hải dương Nguyễn Thị Linh, học sinh THPT chuyên Thái Bình |
| 2007 | Lê Ngọc Trường, giáo viên THPT Nguyễn Bỉnh Khiêm, Vĩnh Long                                                                          | Phạm Duy Tùng, học sinh Khối chuyên Toán-Tin, ĐHKHTN-ĐHQGHN Phạm Thành Thái, học sinh THPT Nguyễn Trãi, Hải dương Hoàng Thị Thuý Hồng, học sinh THPT chuyên Vĩnh Phúc |
| 2008 | Trịnh Văn Hoa, giáo viên THPT Lam Sơn, Thanh Hóa                                                                                     | Hoàng Đức Ý, học sinh THPT Lam Sơn, Thanh Hóa Đỗ Thị Thu Thảo, học sinh THPT Nguyễn Trãi, Hải Dương Nguyễn Thanh Thảo, học sinh THPT Lê Quý Đôn, Ninh Thuận |
| 2009 | Dương Châu Dinh, giáo viên THPT Chuyên Lê Quý Đôn, Quảng Trị                                                                         | Hà Khương Duy, Khối chuyên Toán-Tin, ĐHKHTN-ĐHQG Hà Nội Phạm Đức Hùng, trường THPT Trần Phú, Hải Phòng Lê Duy Thanh, trường THPT Chuyên Lào Cai. Lê Tiến Nam, THPT chuyên Phan Bội Châu, Nghệ An |
| 2010 | Đỗ Thanh Sơn, giáo viên THPT Chuyên, ĐHKHTN-ĐHQGHN Phạm Văn Hùng, giáo viên THPT Chuyên, ĐHKHTN-ĐHQGHN                               | Nguyễn Ngọc Trung,THPT Chuyên Hùng Vương, Phú Thọ Nguyễn Thị Thanh Hòa, THPT chuyên Đồng Nai. |
| 2011 | Nguyễn Duy Thái Sơn, giáo viên THPT Chuyên Lê Quý Đôn, Đà Nẵng                                                                       | Vũ Đình Long, THPT Chuyên Trường Đại học Khoa học Tự nhiên, Đại học Quốc gia Hà Nội. |
| 2012 | Nguyễn Duy Liên, giáo viên THPT Chuyên Vĩnh Phúc                                                                                     | Đậu Hải Đăng, THPT Chuyên Trường Đại học Sư phạm Hà Nội, Nguyễn Phương Minh, THPT Chuyên Trường Đại học Sư phạm Hà Nội, Phan Hồng Hạnh Trinh, THPT Chuyên Nguyễn Tất Thành, Kon Tum |
| 2013 | Nguyễn Văn Thông, giáo viên THPT Chuyên Lê Quý Đôn, Đà Nẵng                                                                          | Võ Anh Đức, THPT Chuyên Hà Tĩnh, Phạm Tuấn Huy, THPT chuyên Đại học Quốc gia Thành phố Hồ Chí Minh. Chu Thị Thu Hiền, THPT chuyên Long An Lê Quốc Tùng; THPT Chuyên Quảng Trị. |
| 2014 | Nguyễn Ngọc Xuân, giáo viên THPT Chuyên Hoàng Văn Thụ, Hòa Bình                                                                      | Vương Nguyễn Thùy Dương, THPT chuyên Lê Quý Đôn, Đà Nẵng Nguyễn Thế Hoàn, THPT Chuyên ĐHKHTN-ĐHQG Hà Nộ Trần Hồng Quân, THPT Chuyên Thái Bình Võ Quang Hưng, học sinh THPT Chuyên Nguyễn Bỉnh Khiêm, Quảng Nam |
| 2015 | Nguyễn Lưu, giáo viên Trường Trung học phổ thông chuyên Hà Tĩnh Nguyễn Thị Thanh Tâm, giáo viên THPT Chuyên Nguyễn Tất Thành, Kontum | Vũ Xuân Trung, Trường Trung học phổ thông chuyên Thái Bình Hoàng Anh Tài, Trường Trung học phổ thông chuyên Phan Bội Châu, Nghệ An Nguyễn Tuấn Hải Đăng, Trường Trung học phổ thông chuyên Khoa học Tự nhiên, Đại học Quốc gia Hà Nội Nguyễn Huy Hoàng, Trường Phổ thông Năng khiếu, Đại học Quốc gia Thành phố Hồ Chí Minh Nguyễn Thị Việt Hà, Trường Trung học phổ thông chuyên Hà Tĩnh. Phạm Lâm Tùng, THPT Chuyên Tuyên Quang |
| 2016 | | |
| 2017 | Lê Xuân Sơn, Phó Hiệu trưởng Trường Trung học phổ thông Chuyên Đại học Vinh                                                          | Nguyễn Cảnh Hoàng, Trường Trung học phổ thông chuyên Phan Bội Châu, Nghệ An |
| 2018 | | |